# شارلوت دي بيري
شارلوت دي بيري (بالإنجليزية: Charlotte de Berry)‏ هي قرصانة إنجليزية ولدت في سنة 1636، وبسبب القصص المنتشرة عنها يعتقد المؤرخين المعاصرين بأنها شخصية أسطورية وليست حقيقية. بعمر المراهقة وقعت في حب بحار رفض أهلها الزواج منه لتهرب معه إلى البحر. شاركت زوجها في كل معاركه وكانت دائماً ما تنقذه من اعدائه. تقول إحدى القصص انها نالت امتيازات كبيرة من قبل زوجها حيث كانت القائدة الثانية لأسطوله، فغار منها أحد قادته ألذي اتهمها بالخيانة، لكنه تم اعدامه بالجلد بسبب ذلك. بعد ذلك حاول قائد آخر الوشاية بها لكنها قتلته بعد تنكرها كعاملة في الميناء. قصة أخرى تقول أن أحد القادة وقع بحبها، فقام بقتل زوجها بالجلد بتهمة إهانته، أما هي بعد معرفتها بالأمر قامت بقتله انتقاماً له. أثناء عملها في الميناء قام أحد البحارين الإنجليز باختطافها واجبارها على الزواج واخذها معه إلى أفريقيا، وأثناء الطريق تعاطف معها طاقمه بسبب معاملته القاسية لها ليقوموا بقتله وليجعلوها هي قبطانة السفينة. بعد ذلك وقعت بحب فلاح إسباني من غرينادا اسمه أرميليو غونزاليس لتتزوجه. تقول المصادر بعد ذلك أن سفينتها تحطمت بسبب عاصفة وبسبب عزلتها في البحر ومن دون الطعام توحشت وتحولت نحو أكل لحوم البشر. وكانت تختار وجبتها عن طريق القرعة. وفي إحدى المرات وقعت القرعة على زوجها لكنها رفضت أن تأكله. سخط منها بقية الطاقم وأثناء عزلتهم عثرت عليهم سفينة هولندية حاول زوجها سرقتها لكنه قتل في حين تم أسر معظم طاقمه أما هي فقفزت لتنقذ زوجها الميت ويعتقد أنها ماتت أثناء ذلك.

## الإرث
أصبحت موضع لعدة قصص وأعمال لعدة كتاب أمثال فولتير وفريدريك ماريات وإدوارد بولوير لايتون. يعتقد أن مؤلف المانغا إيتشيرو أودا أستوحى شخصية شارلوت لينلين منها.